# 테클라 봉다제프스카바라노프스카

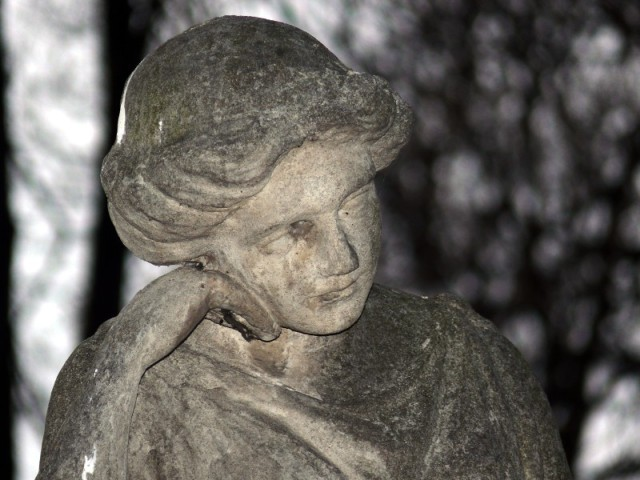
봉다제프스카의 묘비 조각.

테클라 봉다제프스카-바라노프스카(폴란드어: Tekla Bądarzewska-Baranowska, 1829년/1834년 ~ 1861년 9월 29일)는 폴란드의 작곡가이다. 한국에서는 바다르체프스카로 알려져 있으나, 국립국어원의 외래어 표기법에 따르면 이는 잘못 표기한 것이다.(ą은 옹, rz는 ㅈ 발음이다)
1829년에 므와바에서 태어났다고도 하고 1834년에 바르샤바에서 태어났다고도 한다. 얀 바라노프스키(Jan Baranowski)와 결혼하여 다섯 자녀들을 낳았으며 9년의 결혼생활 끝에 1861년 9월 29일 바르샤바에서 죽었다. 무덤은 포봉스코프스키 묘지에 있으며, 묘비 위에는 악보 두루말이를 들여다보는 젊은 여인이 조각되어 있다. 그녀의 딸 중 한 명인 브로니스와바(Bronisława)는 1875년 바르샤바 음악연구소에 적을 두었다.
워낙 소시(少時)에 요절한데다 제2차 세계대전으로 많은 자료가 소실돼 신상에 대한 자료는 거의 남아있지 않다. 약 35개의 피아노 소모음곡을 썼으며, 그 중 1856년에 바르샤바에서 발표한 《소녀의 기도》(Modlitwa dziewicy)가 특히 유명하다. 금성성에는 그녀의 이름을 따라 명명한 충돌구(衝突口, crater)가 있다.